# Portland Winterhawks
Portland Winterhawks – juniorska drużyna hokejowa grająca w WHL w dywizji U. S. konferencji zachodniej. Drużyna ma swoją siedzibę w Portlandzie w Stanach Zjednoczonych.
- Rok założenia: 1976–1977
- Barwy: czerwono-biało-czarne
- Trener: Mike Williamson
- Manager: Ken Hodge Jr.
- Hala: Rose Garden Arena & Memorial Coliseum

## Osiągnięcia
- Scotty Munro Memorial Trophy: 1980, 1998, 2013
- Ed Chynoweth Cup: 1982, 1998, 2013
- Memorial Cup: 1983, 1998